# Deutschlandplan
Deutschlandplan bezeichnet ein Strategiepapier der Sozialdemokratischen Partei Deutschlands aus dem Jahr 1959. Er befasste sich mit der deutschen Wiedervereinigung.

## Deutschlandplan 1959
Der erste Deutschlandplan wurde am 18. März 1959 von der SPD in Westdeutschland veröffentlicht und stellte ein Konzept der SPD für eine mögliche Wiedervereinigung der beiden deutschen Staaten Bundesrepublik Deutschland und Deutsche Demokratische Republik dar.

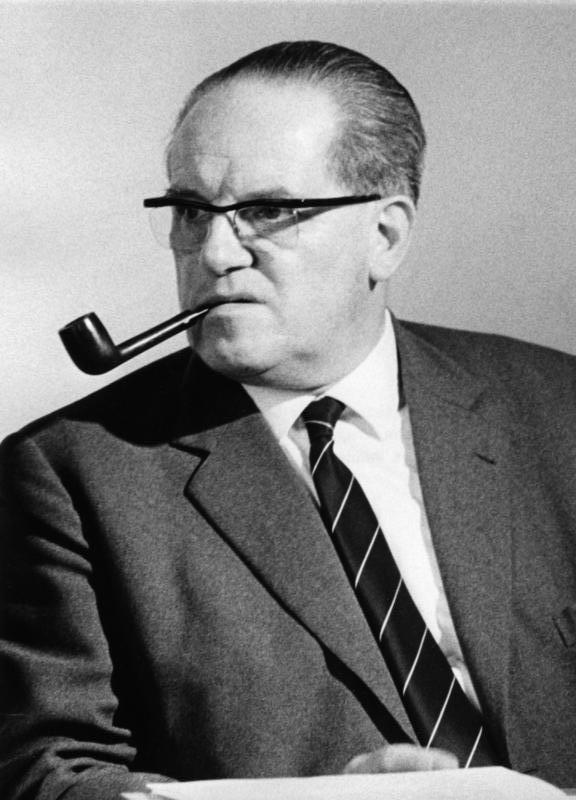
Herbert Wehner 1966

Angestoßen wurde die Entwicklung des Deutschlandplans von Herbert Wehner, der damals Vorsitzender des Arbeitskreises für Außenpolitik und Gesamtdeutsche Fragen der SPD-Fraktion im Bundestag war. Unter seiner Leitung erarbeitete eine Siebener-Kommission die im Deutschlandplan enthaltenen Vorschläge.
Der Deutschlandplan sah vor, in Mitteleuropa eine entmilitarisierte und atomwaffenfreie „Entspannungszone“ einzurichten, die von den USA und der Sowjetunion abgesichert werden sollte. In drei Stufen sollte dann die Wiedervereinigung Deutschlands vorangetrieben werden. Dazu sollte im ersten Schritt eine von Bundesrepublik und DDR paritätisch besetzte „Gesamtdeutsche Konferenz“ die weiteren Schritte vorbereiten.
Der Deutschlandplan fand jedoch weder bei den USA noch bei der UdSSR Zustimmung. Auch innerhalb der SPD war er nicht unumstritten, da er indirekt den Westmächten die Verantwortung für die Krise nach dem Berlin-Ultimatum der UdSSR gab. Er wurde bereits nach einem Jahr aufgegeben. Am 30. Juni 1960 erklärte Herbert Wehner im Bundestag, dass die SPD den Plan nicht weiter verfolgen wolle. Sie erkannte also den Kurs der Westbindung an.